# Boikoie
Boikoie (en rus: Бойкое) és un poble del krai de Primórie, a l'Extrem Orient de Rússia, que en el cens del 2010 tenia 422 habitants.